# 18235 Lynden-Bell
18235 Lynden-Bell (1003 T-2) là một tiểu hành tinh vành đai chính được C. J. van Houten và I. van Houten-Groeneveld phát hiện vào ngày 29 tháng 9, năm 1979 tại Palomar Schmidt plates. Tiểu hành tinh này có chu kỳ quỹ đạo là 5,5 năm và được đặt tên theo tên của nhà thiên văn học Donald Lynden-Bell.